# Брезденюк, Валерий Александрович
Валерий Александрович Брезденюк (17 июня 1963 — 18 февраля 2014, Киев) — участник Евромайдана. Украинский предприниматель из Жмеринки, художник в технике эбру (рисунки на воде). Один из двух жителей Жмеринки, погибших на Евромайдане. Герой Украины (2014, посмертно).

## Биография
Родился 17 июня 1963 в городе Жмеринка Винницкой области. Окончил Жмеринскую среднюю общеобразовательную школу № 5, а в 1982 году — Лубенский лесной техникум по специальности «Лесное хозяйство».
Был художником — работал в технике эбру (рисунки на воде). За свою жизнь создал более 500 картин.
Погиб 18 февраля 2014 во время митинга в Киеве. Прощание происходило у родительского дома Валерия. Отпевали погибшего в храме Александра Невского в центре города. Похоронен в Жмеринке.

## Награды
- Звание Герой Украины с вручением ордена «Золотая Звезда» (21 ноября 2014, посмертно) — за гражданское мужество, патриотизм, героическое отстаивание конституционных принципов демократии, прав и свобод человека, самоотверженное служение Украинскому народу, обнаруженные во время Революции достоинства[4].
- Медаль «За жертвенность и любовь к Украине» (УПЦ КП, июнь 2015) (посмертно)[5].

## Память
- 29 апреля 2014 в Жмеринке на фасаде здания средней общеобразовательной школы № 5 (улица Короленко, 7), где учился Брезденюк, ему была открыта мемориальная доска[6].